# La Havane pour un Infante défunt
Ne doit pas être confondu avec Pavane pour une infante défunte.
La Havane pour un Infante défunt (titre original en espagnol : La Habana para un infante difunto) est un roman de l'écrivain cubain Guillermo Cabrera Infante publié en 1979.

## Reconnaissance
- La Havane pour un Infante défunt est cité parmi « Les cent meilleurs romans en espagnol du XXe siècle » sélectionnés par El Mundo (elmundolibro.com)[1].

### Éditions
- Édition originale : La Habana para un infante difunto, Seix Barral, Barcelona, 1979.
- Édition française : La Havane pour un Infante défunt, trad. Anny Amberni, Le Seuil, 1985.